# 橘褐狗母魚
橘褐狗母魚，為輻鰭魚綱仙女魚目合齒魚亞目合齒魚科的其中一種，分布於東南太平洋的復活節島海域，棲息深度10-18公尺，體長可達20.2公分，為底棲性魚類，生活在沙石底質海域，屬肉食性，生活習性不明。